# Piraten (Djurs Sommerland)
Piraten in Djurs Sommerland (Nimtofte, Dänemark) ist eine Stahlachterbahn vom Modell Mega-Lite des Herstellers Intamin, die am 1. Mai 2008 eröffnet wurde. Sie war nach Kawasemi im Tobu Zoo Park (Japan) die zweite Achterbahn des Modells und ist auch bis heute die einzige Auslieferung des Modells außerhalb Asiens. Die 755 m lange Strecke erreicht eine Höhe von 31 m und besitzt einen 30 m hohen First Drop von 70°, auf dem die Züge eine Höchstgeschwindigkeit von 85 km/h erreichen. Piraten besitzt zwei Züge mit jeweils vier Wagen. In jedem Wagen können vier Personen (zwei Reihen à zwei Personen) Platz nehmen.

## Auszeichnungen
Der Hersteller Intamin und der Betreiber Djurs Sommerland wurden 2009 mit dem Neuheitenpreis „FKF-Award 2008“ des Freundeskreises Kirmes und Freizeitparks e.V. für die Achterbahn ausgezeichnet.